# アイグアムルシア
アイグアムルシア（Aiguamúrcia）は、スペイン・カタルーニャ州タラゴナ県にあるムニシピオ（基礎自治体）。アルト・カム郡に属する。自治体中心地区はサンタス・クレウス地区。自治体公式名はカタルーニャ語のAiguamúrcia、カスティーリャ語はアクセント符号のないAiguamurciaで、どちらもカナ表記はアイグアムルシアである。
アイグアムルシアはコマルカ内の自治体で最大の領域を持ち、パナデス地域とカム・ダ・タラゴーナ地域を分ける山地にある。北はカロルとプントンス、東はアル・ムンメル、南はビラ＝ルドーナ、西はアル・ポン・ダルマンテーラとアル・プラ・ダ・サンタ・マリーアの各自治体と隣接する。

## 語源
自治体名はかつての自治体の中心地区であったアイグアムルシア地区に由来する。この名称の中世形であるAqua Murciaは「たまった水」を意味すると考える者もいるが、別の文書ではこの地をDayna Murciaと名づけている（1192年）。

## 人口
2012年のアイグアムルシアの人口は906人で（IEC）、自治体内の8の地区に分散している。
| アイグアムルシアの人口推移 1900－2010                   |
|                                                         |
| 出典:INE（スペイン国立統計局）1900年 - 1991年、1996年 - |

## 経済
アイグアムルシアの経済は、カタルーニャの典型的な農家（masía）と小規模な集落によって形成される典型的な農村経済で、主要な産業は農業と牧畜業である。かつて、ブドウネアブラムシによって生産量が減少したものの、ブドウ栽培が主要となっている。現在はブドウを房ごと他のコマルカのワイン醸造所に売却することが主流になっている。以前はアーモンドや穀物栽培も盛んであったが、現在は下火となっている。人口の減少に伴い、自家用のわずかな土地を除き、多くの土地が耕作放棄状態となっている。この十年で牧羊が、家禽飼育や養豚と並んで盛んとなっている。自治体内には小学校が3校あり、ラス・ポブラス地区にはスポーツ施設がある。観光はあまり盛とは言えないが、サンタス・クレウス地区にあるサンタス・クレウス修道院が名所となっている。

## 政治

### 歴代首長
| 任期      | 首長名                                       | 政党     |
| --------- | -------------------------------------------- | -------- |
| 1979–1983 |                                              | PSC-PSOE |
| 1983–1987 |                                              | PSC-PSOE |
| 1987–1991 |                                              | PSC-PSOE |
| 1991–1995 |                                              | PSC-PSOE |
| 1995–1999 |                                              | CiU      |
| 1999–2003 |                                              | CiU      |
| 2003–2007 | ジュゼップ・ジャズス・アスコーダ・アンゲーラ | CiU      |
| 2007–2011 | ジュゼップ・ジャズス・アスコーダ・アンゲーラ | CiU      |
| 2011–2015 | n/d                                          | n/d      |
| 2015–2019 | n/d                                          | n/d      |
| 2019–2023 | n/d                                          | n/d      |
| 2023–     | n/d                                          | n/d      |